# Вулиця Блажкевич
Ву́лиця Блажке́вич — вулиця в Залізничному районі Львова на Левандівці. З'єднує вулиці Калнишевського та Суботівську, проходить паралельно до Роксоляни. Нумерація будинків ведеться від Калнишевського.
З 1957 року вулиця мала назву Прокатна. 1993 року її було перейменовано на честь української письменниці та громадської діячки Іванни Блажкевич.

## Забудова
Забудова: двоповерховий конструктивізм 1930-х, чотири- та дев'ятиповерховий конструктивізм 1970-х років. Під № 14 розміщується Львівське міжрегіональне вище професійне училище залізничного транспорту (до 2006 року — Вище професійне училище № 52). Поруч, в будинку № 12-А розташована Львівська філія Дніпропетровського національного університету залізничного транспорту.

## Галерея

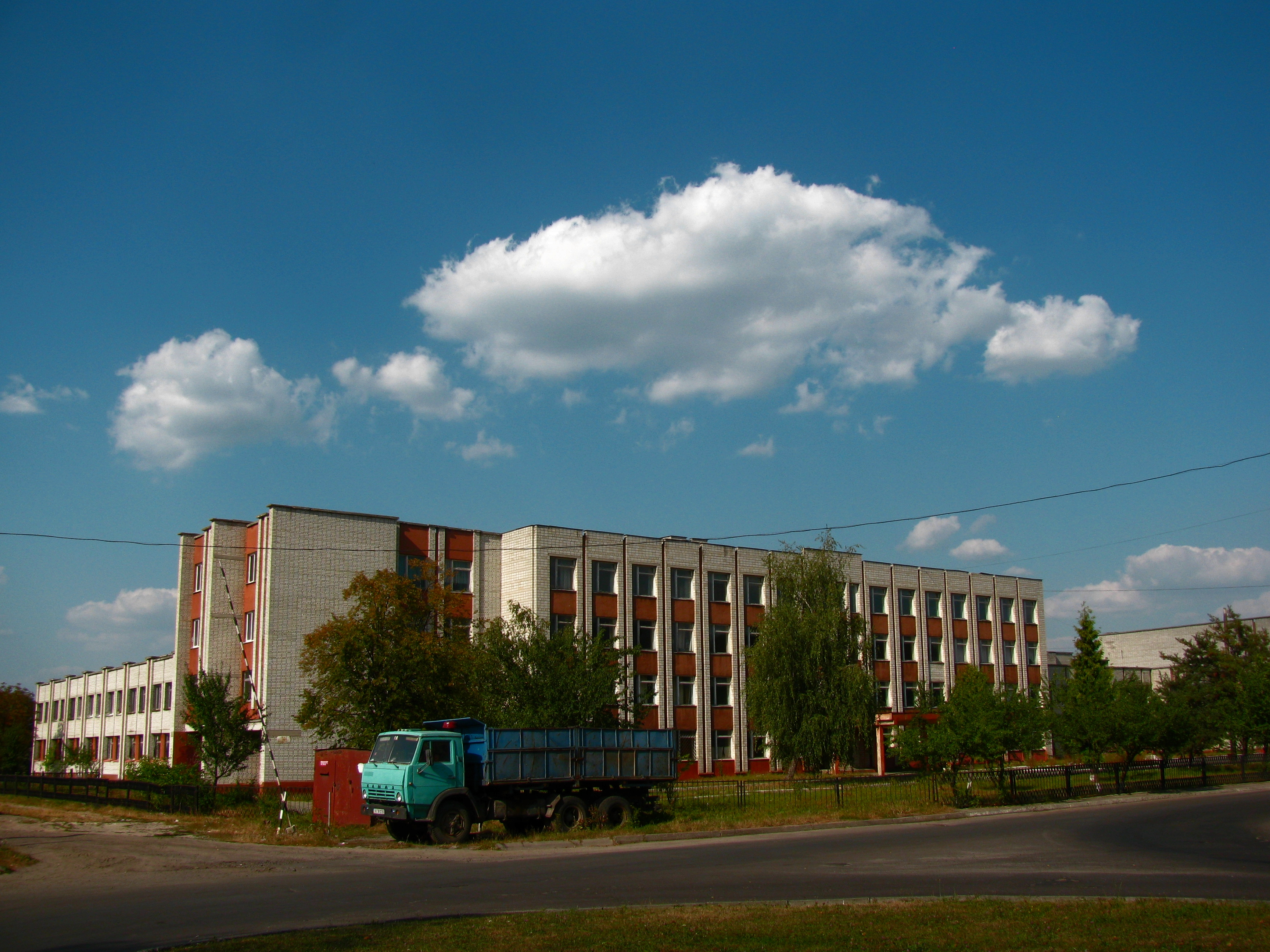
Львівське міжрегіональне вище професійне училище залізничного транспорту (вул. Блажкевич, 14)
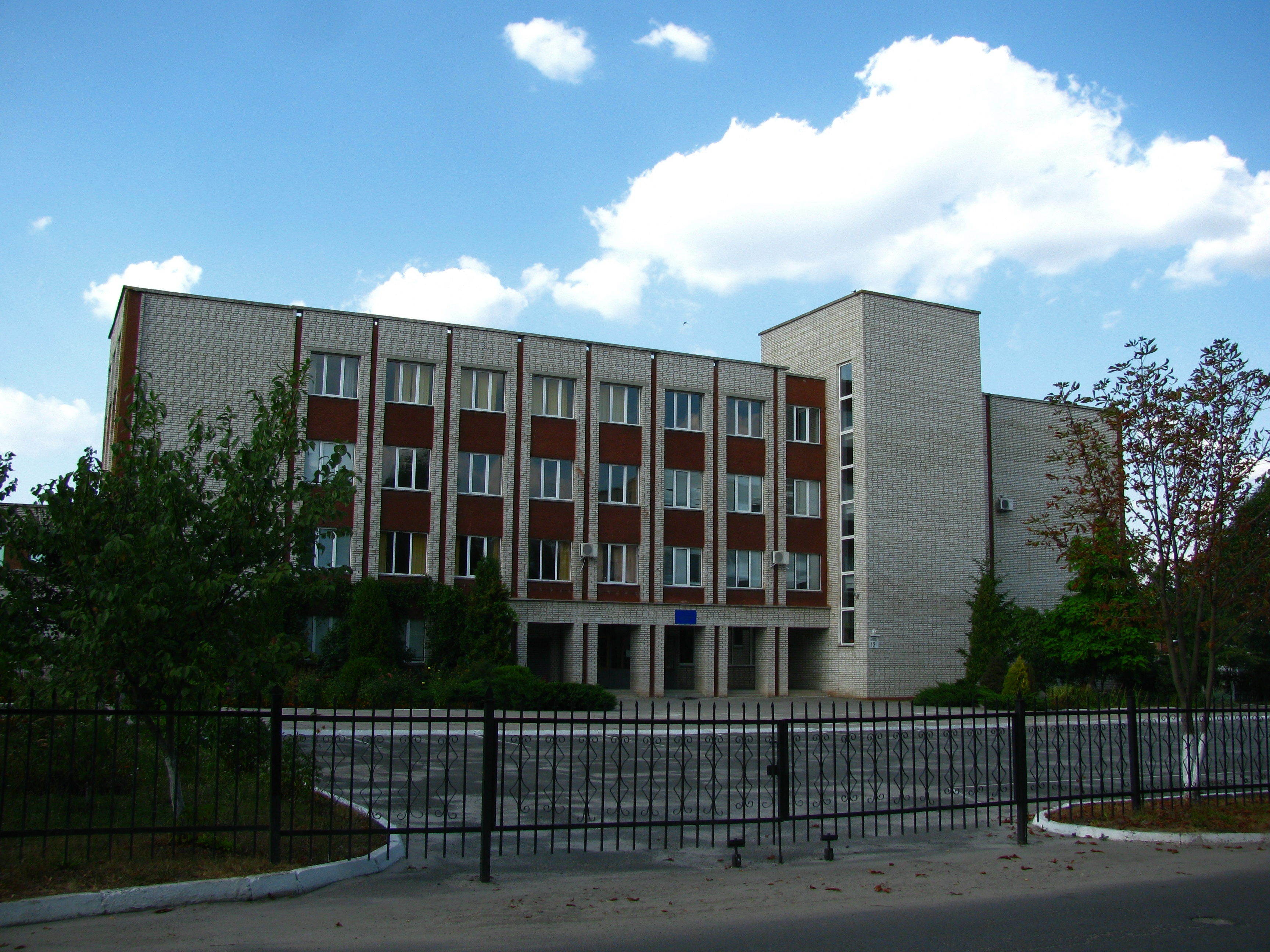
Львівська філія Дніпропетровського національного університету залізничного транспорту (вул. Блажкевич, 12-А)
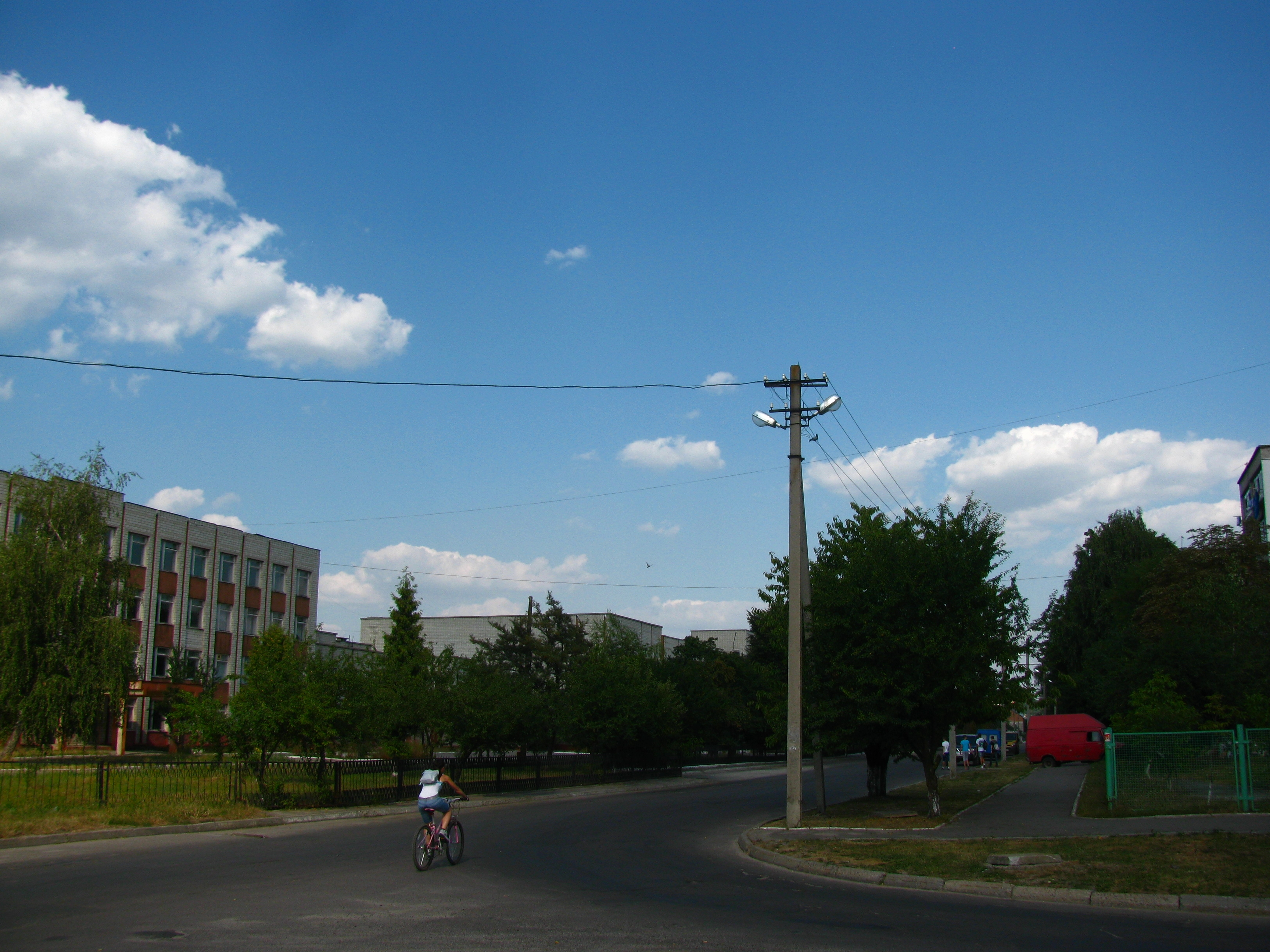
Кінець вулиці (2013)
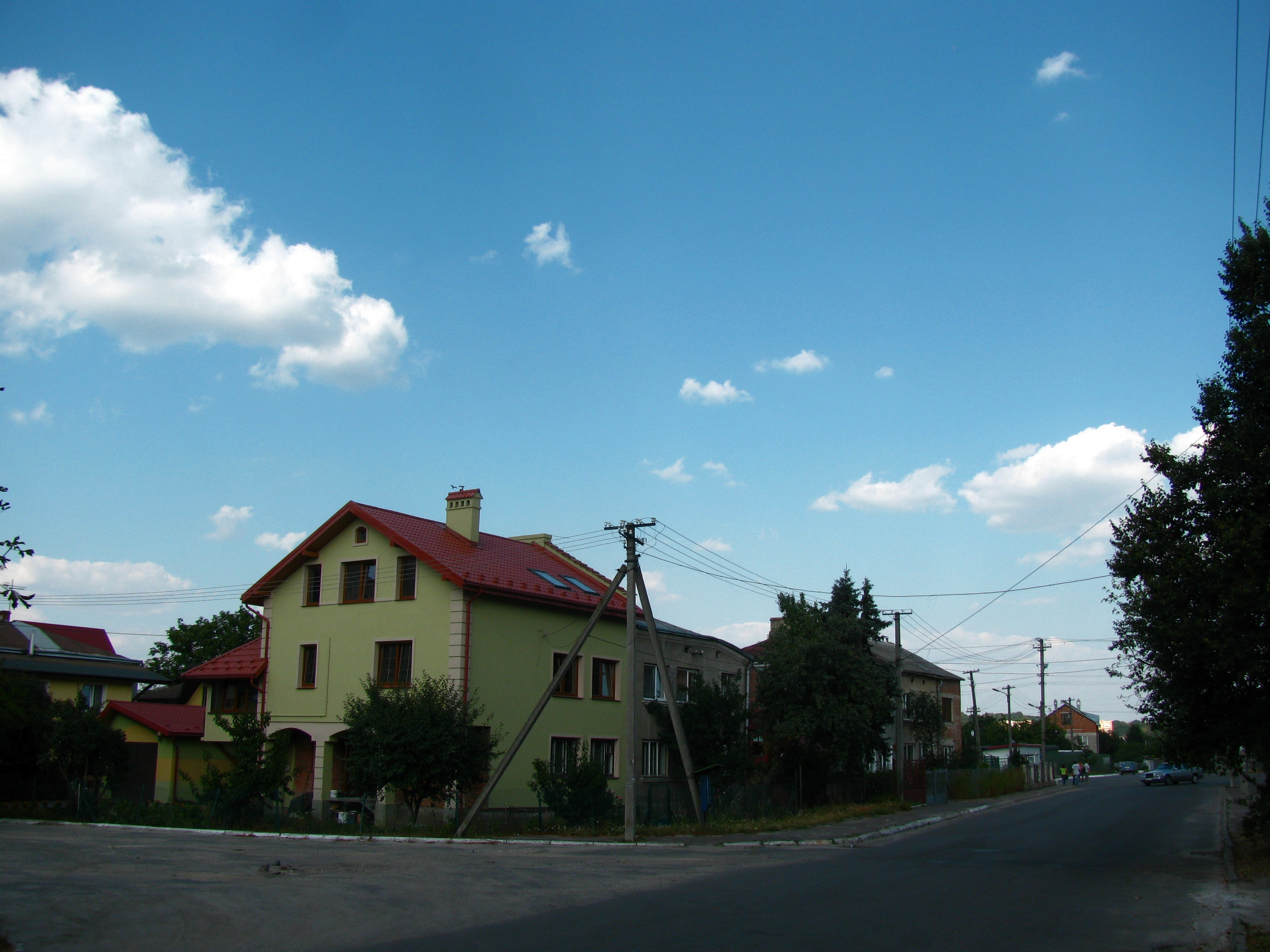
Будинки на початку вулиці з парного боку (2013)